# عیسی بن علی آل خلیفه
شیخ عیسی بن علی آل خلیفه (به عربی: عيسى بن علي آل خليفة) امیر سابق کشور بحرین می‌باشد. وی در ۱۸۶۹ در بحرین به قدرت رسید و در ۱۹۳۲ درگذشت. شیخ عیسی بن علی آل خلیفه در ۹ دسامبر ۱۹۳۲ در سن ۸۴ سالگی درگذشت.